# Novoandriivka
Novoandriivka (en (ucraïnès): Новоандріївка, en rus: Новоандреевка, Novoandréievka) és un poble de la República Autònoma de Crimea a Ucraïna, que el 2014 tenia 2.778 habitants. Pertany al districte de Simferòpol.